# 曺万鍾
曺 万鍾（チョ・マンジョン、朝鮮語: 조만종/曺萬鍾、1902年12月22日 - 1988年5月4日）は、大韓民国の行政書士、司法書士、政治家。第3代韓国国会議員。

## 経歴
現在の慶尚南道密陽市出身。大邱嶠南中学校卒。時期は不明だが密陽郡武安面の面長を務めたほか、密陽郡農会長、密陽金融組合長を務めた。1954年の第3代総選挙に自由党の公認で密陽郡乙選挙区から当選し、国会議員を1期務めた。1988年にソウル市内の自宅にて持病により87歳で死去した。